# Уестморленд (окръг, Пенсилвания)
Окръг Уестморленд (на английски: Westmoreland County) е окръг в щата Пенсилвания, Съединени американски щати. Площта му е 2683 km², а населението - 354 663 души (1 април 2020). Административен център е град Грийнсбърг.